# Edoardo Affini
Edoardo Affini (Mantua, 24 de junio de 1996) es un ciclista italiano miembro del equipo Team Visma | Lease a Bike.

## Palmarés
2018
- Juegos Mediterráneos Contrarreloj[1]
- Campeonato Europeo Contrarreloj sub-23[2]
- 1 etapa del Giro Ciclistico d'Italia

2019
- 1 etapa del Tour de Noruega
- 3.º en el Campeonato Europeo Contrarreloj
- 1 etapa de la Vuelta a Gran Bretaña

2020
- 3.º en el Campeonato de Italia Contrarreloj [3]

2021
- 2.º en el Campeonato de Italia Contrarreloj

2022
- 3.º en el Campeonato de Italia Contrarreloj

2024
- 2.º en el Campeonato de Italia Contrarreloj
- Campeonato Europeo Contrarreloj
- 3.º en el Campeonato Mundial Contrarreloj

## Resultados en Grandes Vueltas y Campeonatos del Mundo
| Carrera              | Carrera              | 2017 | 2018 | 2019 | 2020 | 2021  | 2022 | 2023 | 2024  | 2025  |
| -------------------- | -------------------- | ---- | ---- | ---- | ---- | ----- | ---- | ---- | ----- | ----- |
|                      | Giro de Italia       | —    | —    | —    | Ab.  | 113.º | 97.º | 94.º | 130.º | 133.º |
|                      | Tour de Francia      | —    | —    | —    | —    | —     | —    | —    | —     | 118.º |
|                      | Vuelta a España      | —    | —    | —    | —    | —     | Ab.  | —    | 119.º | —     |
| Mundial en Ruta      | Mundial en Ruta      | —    | —    | —    | —    | —     | Ab.  | —    | —     | —     |
| Mundial Contrarreloj | Mundial Contrarreloj | —    | —    | 16.º | 14.º | 9.º   | 13.º | —    | 3.º   | —     |

—: no participa

Ab.: abandono

## Equipos
- SEG Racing Academy (2017-2018)
- Mitchelton-Scott[4] (2019-2020)
- Visma[5] (2021-)
  - Team Jumbo-Visma (2021-2023)
  - Team Visma | Lease a Bike (2024-)